# Superliga Brasileira de Voleibol Masculino de 2017–18 - Série A
A Superliga Brasileira de Voleibol Masculino de  2017-18- Série A por questões de patrocínio Superliga Cimed foi a 24ª edição da Superliga Brasileira de Voleibol Masculino - Série A, competição que é realizada anualmente pela Confederação Brasileira de Voleibol. Nesta edição, participaram 12 equipes, incluindo uma equipe promovida da série B de 2016, o vencedor da Taça Ouro 2017 e as 10 equipes que restaram da edição anterior. A competição foi disputada entre 14 de outubro de 2017 e 6 de maio de 2018.

## Formato de disputa
A fase classificatória da competição foi disputada por doze equipes em dois turnos. Em cada turno, todos os times jogaram entre si uma única vez. Os jogos do segundo turno foram realizados na mesma ordem do primeiro, apenas com o mando de quadra invertido. Os oito primeiros colocados se classificaram para os play-offs. Nesta fase, a vitória por 3-0 ou 3-1 garante três pontos para o ganhador e nenhum ponto para o perdedor. Já com o placar de 3-2, o ganhador da partida leva dois pontos e o perdedor um. As duas últimas colocadas serão rebaixadas para a Série B 2019.
Os play-offs serão divididos em três fases - quartas-de-final, semi-finais e final.
Nas quartas-de-final haverá o cruzamento entre as equipes com os melhores índices técnicos seguindo a lógica: 1ª x 8ª (A); 2ª x 7ª (B); 3ª x 6ª (C) e 4ª x 5ª (D). Estas jogarão partidas em melhor de 5 (jogos), sendo dois mandos de quadra para cada e o jogo de desempate, quando houver, no ginásio da equipe com o melhor índice técnico da fase classificatória.
As semifinais serão disputadas pelas equipes que passarem das quartas-de-final, seguindo a lógica: vencedora do duelo A x vencedora do duelo D; vencedora do duelo B x vencedora do duelo C. Estas jogarão novamente partidas em melhor de 5 (jogos), sendo dois mandos de quadra para cada e o jogo de desempate, quando houver, no ginásio da equipe com o melhor índice técnico da fase classificatória.
As vencedoras se classificarão para a final, que será disputada em dois jogos. Caso ocorra de cada finalista vencer um duelo, o desempate será feito no "golden set", sendo que o vencedor de tal set será declarado campeão independente dos placares dos confrontos da final. A terceira e a quarta colocações serão definidas pelo melhor índice técnico da fase classificatória.
Os sets do torneio são disputados até 25 pontos com a diferença mínima de dois pontos (com exceção do quinto set, vencido pela equipe que fizer 15 pontos com pelo menos dois de diferença). A partir deste ano não ocorrerão mais as paradas técnicas no 8º e no 16º pontos da equipe que primeiro os alcançou, conforme nova determinação da FIVB.

## Equipes participantes
| Equipe                      | Cidade         | Ginásio                         | Capacidade | Posição na temporada 2016/17 | Castro Maringá 4 5 Canoas 7 Montes Claros 6 3 1 2 São Paulo: 1: São Paulo 2: Campinas 3: Guarulhos 4: Taubaté Rio de Janeiro Minas Gerais: 5: Juiz de Fora 6: Contagem 7: Belo HorizonteSuperliga Brasileira de Voleibol Masculino de 2017–18 - Série A (Brasil) |
| --------------------------- | -------------- | ------------------------------- | ---------- | ---------------------------- | --- |
| Ponta Grossa Caramuru       | Ponta Grossa   | Arena Multiuso                  | 3 000      | 9º [des¹]                    | Castro Maringá 4 5 Canoas 7 Montes Claros 6 3 1 2 São Paulo: 1: São Paulo 2: Campinas 3: Guarulhos 4: Taubaté Rio de Janeiro Minas Gerais: 5: Juiz de Fora 6: Contagem 7: Belo HorizonteSuperliga Brasileira de Voleibol Masculino de 2017–18 - Série A (Brasil) |
| Sesc Rio                    | Rio de Janeiro | Tijuca Tênis Clube              | 1 000      | 1º (Série B)                 | Castro Maringá 4 5 Canoas 7 Montes Claros 6 3 1 2 São Paulo: 1: São Paulo 2: Campinas 3: Guarulhos 4: Taubaté Rio de Janeiro Minas Gerais: 5: Juiz de Fora 6: Contagem 7: Belo HorizonteSuperliga Brasileira de Voleibol Masculino de 2017–18 - Série A (Brasil) |
| Copel Telecom/Maringá Vôlei | Maringá        | Ginásio Chico Neto              | 4 538      | 10º                          | Castro Maringá 4 5 Canoas 7 Montes Claros 6 3 1 2 São Paulo: 1: São Paulo 2: Campinas 3: Guarulhos 4: Taubaté Rio de Janeiro Minas Gerais: 5: Juiz de Fora 6: Contagem 7: Belo HorizonteSuperliga Brasileira de Voleibol Masculino de 2017–18 - Série A (Brasil) |
| FUNVIC Taubaté              | Taubaté        | Ginásio do Abaeté               | 3 000      | 2º                           | Castro Maringá 4 5 Canoas 7 Montes Claros 6 3 1 2 São Paulo: 1: São Paulo 2: Campinas 3: Guarulhos 4: Taubaté Rio de Janeiro Minas Gerais: 5: Juiz de Fora 6: Contagem 7: Belo HorizonteSuperliga Brasileira de Voleibol Masculino de 2017–18 - Série A (Brasil) |
| Juiz de Fora Vôlei          | Juiz de Fora   | Ginásio da UFJF                 | 1 000      | 7º                           | Castro Maringá 4 5 Canoas 7 Montes Claros 6 3 1 2 São Paulo: 1: São Paulo 2: Campinas 3: Guarulhos 4: Taubaté Rio de Janeiro Minas Gerais: 5: Juiz de Fora 6: Contagem 7: Belo HorizonteSuperliga Brasileira de Voleibol Masculino de 2017–18 - Série A (Brasil) |
| Lebes/Gedore/Canoas         | Canoas         | Poliesportivo La Salle          | 1 200      | 8º                           | Castro Maringá 4 5 Canoas 7 Montes Claros 6 3 1 2 São Paulo: 1: São Paulo 2: Campinas 3: Guarulhos 4: Taubaté Rio de Janeiro Minas Gerais: 5: Juiz de Fora 6: Contagem 7: Belo HorizonteSuperliga Brasileira de Voleibol Masculino de 2017–18 - Série A (Brasil) |
| Minas Tênis Clube           | Belo Horizonte | Arena Minas Tênis Clube         | 3 650      | 6º                           | Castro Maringá 4 5 Canoas 7 Montes Claros 6 3 1 2 São Paulo: 1: São Paulo 2: Campinas 3: Guarulhos 4: Taubaté Rio de Janeiro Minas Gerais: 5: Juiz de Fora 6: Contagem 7: Belo HorizonteSuperliga Brasileira de Voleibol Masculino de 2017–18 - Série A (Brasil) |
| Montes Claros Vôlei         | Montes Claros  | Ginásio Tancredo Neves          | 5 000      | 5º                           | Castro Maringá 4 5 Canoas 7 Montes Claros 6 3 1 2 São Paulo: 1: São Paulo 2: Campinas 3: Guarulhos 4: Taubaté Rio de Janeiro Minas Gerais: 5: Juiz de Fora 6: Contagem 7: Belo HorizonteSuperliga Brasileira de Voleibol Masculino de 2017–18 - Série A (Brasil) |
| Sada/Cruzeiro Vôlei         | Contagem       | Ginásio Poliesportivo do Riacho | 2 000      | 1º                           | Castro Maringá 4 5 Canoas 7 Montes Claros 6 3 1 2 São Paulo: 1: São Paulo 2: Campinas 3: Guarulhos 4: Taubaté Rio de Janeiro Minas Gerais: 5: Juiz de Fora 6: Contagem 7: Belo HorizonteSuperliga Brasileira de Voleibol Masculino de 2017–18 - Série A (Brasil) |
| Corinthians/Guarulhos       | Guarulhos      | Ginásio Da Ponte Grande         | 3 290      | 12º,1º (Taça Ouro) [ts]      | Castro Maringá 4 5 Canoas 7 Montes Claros 6 3 1 2 São Paulo: 1: São Paulo 2: Campinas 3: Guarulhos 4: Taubaté Rio de Janeiro Minas Gerais: 5: Juiz de Fora 6: Contagem 7: Belo HorizonteSuperliga Brasileira de Voleibol Masculino de 2017–18 - Série A (Brasil) |
| Sesi-SP                     | São Paulo      | Ginásio do Sesi                 | 800        | 3º                           | Castro Maringá 4 5 Canoas 7 Montes Claros 6 3 1 2 São Paulo: 1: São Paulo 2: Campinas 3: Guarulhos 4: Taubaté Rio de Janeiro Minas Gerais: 5: Juiz de Fora 6: Contagem 7: Belo HorizonteSuperliga Brasileira de Voleibol Masculino de 2017–18 - Série A (Brasil) |
| Vôlei Renata                | Campinas       | Ginásio do Taquaral             | 2 600      | 4º                           | Castro Maringá 4 5 Canoas 7 Montes Claros 6 3 1 2 São Paulo: 1: São Paulo 2: Campinas 3: Guarulhos 4: Taubaté Rio de Janeiro Minas Gerais: 5: Juiz de Fora 6: Contagem 7: Belo HorizonteSuperliga Brasileira de Voleibol Masculino de 2017–18 - Série A (Brasil) |

Notas
[ts] ^ : Corinthians ingressa através da vaga da Associação Desportiva e Cultural São Bernardo, que abriu uma sub-sede em Guarulhos e usa o mesmo CNPJ, já que a vaga de direito não é da prefeitura de São Bernardo do Campo e sim da Associação.
[des¹] ^ : O MV Selmer/Caramuru/Castro chegou a ser rebaixado na temporada passada e não conseguiu retornar pela Taça Ouro, porém com a desistência do Bento Vôlei/Isabela, herdou a vaga na Elite.

## Fase classificatória

### Classificação
- Vitória por 3 sets a 0 ou 3 a 1: 3 pontos para o vencedor;
- Vitória por 3 sets a 2: 2 pontos para o vencedor e 1 ponto para o perdedor.
- Não comparecimento, a equipe perde 2 pontos.
- Em caso de igualdade por pontos, os seguintes critérios servem como desempate: número de vitórias, razão de sets e razão de ralis.

|  |                                            |
|  | Equipes classificadas às quartas-de-final. |
|  | Equipes rebaixadas para a Série B 2019.    |

|     |                             |     | Jogos | Jogos | Jogos | Resultados | Resultados | Resultados | Resultados | Resultados | Resultados | Sets | Sets | Sets  | Pontos | Pontos | Pontos |
| Pos | Equipe                      | Pts | T     | V     | D     | 3–0        | 3–1        | 3–2        | 2–3        | 1–3        | 0–3        | V    | P    | R     | V      | P      | R      |
| --- | --------------------------- | --- | ----- | ----- | ----- | ---------- | ---------- | ---------- | ---------- | ---------- | ---------- | ---- | ---- | ----- | ------ | ------ | ------ |
| 1   | Sada Cruzeiro Vôlei         | 30  | 12    | 9     | 3     | 3          | 6          | 0          | 3          | 0          | 0          | 33   | 15   | 2.200 | 1060   | 925    | 1.146  |
| 2   | SESC-RJ                     | 30  | 12    | 10    | 2     | 5          | 4          | 1          | 1          | 1          | 0          | 33   | 12   | 2.750 | 938    | 851    | 1.102  |
| 3   | FUNVIC/Taubaté              | 28  | 12    | 10    | 2     | 5          | 2          | 3          | 1          | 1          | 0          | 33   | 14   | 2.357 | 998    | 898    | 1.111  |
| 4   | Sesi-SP                     | 27  | 12    | 9     | 3     | 5          | 3          | 1          | 1          | 2          | 0          | 31   | 14   | 2.214 | 1007   | 879    | 1.146  |
| 5   | Minas Tênis Clube           | 24  | 12    | 8     | 4     | 4          | 3          | 1          | 1          | 1          | 2          | 27   | 17   | 1.588 | 953    | 907    | 1.051  |
| 6   | Corinthians/Guarulhos       | 19  | 12    | 7     | 5     | 4          | 0          | 3          | 1          | 2          | 2          | 25   | 21   | 1.190 | 964    | 965    | 0.999  |
| 7   | Vôlei Renata                | 15  | 12    | 5     | 7     | 3          | 1          | 1          | 1          | 2          | 4          | 19   | 24   | 0.792 | 851    | 857    | 0.993  |
| 8   | Lebes/Gedore/Canoas         | 16  | 12    | 6     | 6     | 2          | 2          | 2          | 0          | 1          | 5          | 19   | 24   | 0.792 | 826    | 888    | 0.930  |
| 9   | MV Selmer/Caramuru/Castro   | 11  | 12    | 3     | 9     | 2          | 1          | 0          | 2          | 3          | 4          | 16   | 28   | 0.571 | 917    | 966    | 0.949  |
| 10  | Montes Claros Vôlei         | 11  | 12    | 3     | 9     | 1          | 2          | 0          | 2          | 3          | 4          | 16   | 29   | 0.552 | 890    | 968    | 0.919  |
| 11  | Juiz de Fora Vôlei          | 2   | 12    | 1     | 11    | 0          | 0          | 1          | 0          | 5          | 6          | 8    | 35   | 0.229 | 811    | 976    | 0.831  |
| 12  | Copel Telecom/Maringá Vôlei | 2   | 12    | 0     | 12    | 0          | 0          | 0          | 2          | 3          | 7          | 7    | 36   | 0.194 | 817    | 952    | 0.858  |

### Confrontos
|                                 | CAS | CAM | CAN | TAU | MRG | MIN | MOC | SSC | CRU | SES | UJF | COR | Pos |
| CAS MV Selmer/Caramuru/Castro   |     | 0-3 | 2-3 | 1-3 | 2-3 | 1-3 | 0-3 | 0-3 | 1-3 | 1-3 | 3-1 | 2-3 |     |
| CAM Vôlei Renata                | 3-0 |     | 0-3 | 2-3 | 3-0 | 0-3 | 3-0 | 3-1 | 0-3 | 1-3 | 3-0 | 1-3 |     |
| CAN Lebes/Gedore/Canoas         | 3-2 | 3-2 |     | 2-3 | 3-1 | 2-3 | 3-0 | 1-3 | 1-3 | 0-3 | 3-1 | 0-3 |     |
| TAU FUNVIC/Taubaté              | 3-0 | 2-3 | 3-0 |     | 3-0 | 3-0 | 3-0 | 0-3 | 3-2 | 0-3 | 3-0 | 3-0 |     |
| MRG Copel Telecom/Maringá Vôlei | 0-3 | 3-0 | 3-1 | 1-3 |     | 1-3 | 0-3 | 0-3 | 1-3 | 0-3 | 2-3 | 0-3 |     |
| MIN Minas Tênis Clube           | 3-0 | 3-0 | 3-0 | 1-3 | 3-2 |     | 3-1 | 1-3 | 0-3 | 3-1 | 2-3 | 3-0 |     |
| MOC Montes Claros Vôlei         | 0-3 | 1-3 | 1-3 | 1-3 | 3-1 | 0-3 |     | 0-3 | 1-3 | 1-3 | 3-1 | 3-2 |     |
| SSC Vôlei SESC-RJ               | 3-0 | 3-1 | 3-0 | 3-1 | 3-0 | 3-2 | 1-3 |     | 3-2 | 1-3 | 3-2 | 3-1 |     |
| CRU Sada Cruzeiro Vôlei         | 3-0 | 1-3 | 3-0 | 3-1 | 3-1 | 3-2 | 3-1 | 3-2 |     | 3-1 |     | 3-0 |     |
| SES Sesi-SP                     | 3-0 | 3-0 | 3-2 | 2-3 | 3-0 | 1-3 | 3-0 | 3-1 | 0-3 |     | 3-0 | 3-2 |     |
| UJF Juiz de Fora Vôlei          | 1-3 | 0-3 | 1-3 | 1-3 | 3-0 | 1-3 | 1-3 | 0-3 | 0-3 | 1-3 |     | 0-3 |     |
| COR Corinthians-Guarulhos       | 1-3 | 3-2 | 3-1 | 0-3 | 3-0 | 3-2 | 3-2 | 1-3 | 1-3 | 2-3 | 3-1 |     |     |

## Playoffs
|  | Quartas-de-final | Quartas-de-final      | Quartas-de-final | Quartas-de-final | Quartas-de-final | Quartas-de-final | Quartas-de-final |                     |                | Semifinais            | Semifinais            | Semifinais            | Semifinais            | Semifinais            | Semifinais            | Semifinais            |  |  | Final         | Final               | Final         |
|  | março de 2018    | março de 2018         | março de 2018    | março de 2018    | março de 2018    | março de 2018    | março de 2018    |                     |                | Março e abril de 2018 | Março e abril de 2018 | Março e abril de 2018 | Março e abril de 2018 | Março e abril de 2018 | Março e abril de 2018 | Março e abril de 2018 |  |  | abril de 2018 | abril de 2018       | abril de 2018 |
|  |                  |                       |                  |                  |                  |                  |                  |                     |                |                       |                       |                       |                       |                       |                       |                       |  |  |               |                     |               |
|  | 1º               | Sada Cruzeiro Vôlei   | 3                | 3                | -                |                  |                  |                     |                |                       |                       |                       |                       |                       |                       |                       |  |  |               |                     |               |
|  | 8º               | Lebes/Gedore/Canoas   | 0                | 0                | -                |                  |                  |                     |                |                       |                       |                       |                       |                       |                       |                       |  |  |               |                     |               |
|  | 8º               | Lebes/Gedore/Canoas   | 0                | 0                | -                |                  | 1º               | Sada Cruzeiro Vôlei | 1              | 0                     | 3                     | 3                     | 3                     |                       |                       |                       |  |  |               |                     |               |
|  |                  |                       |                  |                  |                  |                  |                  | Sada Cruzeiro Vôlei | 1              | 0                     | 3                     | 3                     | 3                     |                       |                       |                       |  |  |               |                     |               |
|  |                  | 4º                    | FUNVIC/Taubaté   | 3                | 3                | 0                | 0                | 1                   |                |                       |                       |                       |                       |                       |                       |                       |  |  |               |                     |               |
|  | 4º               | 4º                    | FUNVIC/Taubaté   | 3                | 3                | 0                | 0                | 1                   | FUNVIC/Taubaté | 3                     | 3                     | -                     |                       |                       |                       |                       |  |  |               |                     |               |
|  | 4º               |                       |                  |                  |                  |                  |                  |                     | FUNVIC/Taubaté | 3                     | 3                     | -                     |                       |                       |                       |                       |  |  |               |                     |               |
|  | 5º               | Minas Tênis Clube     | 0                | 0                | -                |                  |                  |                     |                |                       |                       |                       |                       |                       |                       |                       |  |  |               |                     |               |
|  |                  |                       |                  |                  |                  |                  |                  |                     |                |                       |                       |                       |                       |                       |                       |                       |  |  | 1°            | Sada Cruzeiro Vôlei | 3             |
|  |                  |                       | 3°               | Sesi-SP          | 2                |                  |                  |                     |                |                       |                       |                       |                       |                       |                       |                       |  |  |               |                     |               |
|  | 2º               | Vôlei SESC-RJ         | 3                | 3                | -                |                  |                  |                     |                |                       |                       |                       |                       |                       |                       |                       |  |  |               |                     |               |
|  | 7º               | Vôlei Renata          | 1                | 1                | -                |                  |                  |                     |                |                       |                       |                       |                       |                       |                       |                       |  |  |               |                     |               |
|  | 7º               | Vôlei Renata          | 1                | 1                | -                |                  | 2º               | Vôlei SESC-RJ       | 2              | 0                     | 0                     | -                     | -                     |                       |                       |                       |  |  |               |                     |               |
|  |                  |                       |                  |                  |                  |                  |                  | Vôlei SESC-RJ       | 2              | 0                     | 0                     | -                     | -                     |                       |                       |                       |  |  |               |                     |               |
|  |                  | 3º                    | Sesi-SP          | 3                | 3                | 3                | -                | -                   |                |                       |                       |                       |                       |                       |                       |                       |  |  |               |                     |               |
|  | 3º               | 3º                    | Sesi-SP          | 3                | 3                | 3                | -                | -                   | Sesi-SP        | 3                     | 3                     | -                     |                       |                       |                       |                       |  |  |               |                     |               |
|  | 3º               |                       |                  |                  |                  |                  |                  |                     | Sesi-SP        | 3                     | 3                     | -                     |                       |                       |                       |                       |  |  |               |                     |               |
|  | 6º               | Corinthians/Guarulhos | 0                | 0                | -                |                  |                  |                     |                |                       |                       |                       |                       |                       |                       |                       |  |  |               |                     |               |

## Classificação final
| Posição           | Equipe                      | Classificação/rebaixamento                                      |
| ----------------- | --------------------------- | --------------------------------------------------------------- |
| Medalha de ouro   | Sada Cruzeiro Vôlei         | Sul-Americano de Clubes de 2019 · Superliga 2018/2019 - Série A |
| Medalha de prata  | Sesi-SP                     | Superliga 2018/2019 - Série A                                   |
| Medalha de bronze | Vôlei SESC-RJ               | Superliga 2018/2019 - Série A                                   |
| 4                 | FUNVIC/Taubaté              | Superliga 2018/2019 - Série A                                   |
| 5                 | Minas Tênis Clube           | Superliga 2018/2019 - Série A                                   |
| 6                 | Corinthians/Guarulhos       | Superliga 2018/2019 - Série A                                   |
| 7                 | Vôlei Renata                | Superliga 2018/2019 - Série A                                   |
| 8                 | Lebes/Gedore/Canoas         | Superliga 2018/2019 - Série A                                   |
| 9                 | MV Selmer/Caramuru/Castro   | Superliga 2018/2019 - Série A                                   |
| 10                | Montes Claros Vôlei         | Superliga 2018/2019 - Série A                                   |
| 11                | Copel Telecom/Maringá Vôlei | Série B 2019                                                    |
| 12                | Juiz de Fora Vôlei          | Série B 2019                                                    |

## Premiações
| Superliga 2017/2018                     |
| Minas Gerais                            |
| --------------------------------------- |
| Sada Cruzeiro Vôlei Campeão (6º título) |

### Individuais
| MVP                   | Leal           | Sada Cruzeiro Vôlei |
| Maior Pontuador       | Wallace        | Taubaté             |
| Craque da Galera      | Uriarte        | Sada Cruzeiro Vôlei |
| Melhor Ataque         | Leal           | Sada Cruzeiro Vôlei |
| Melhor Bloqueio       | Maurício       | SESC-RJ             |
| Melhor Saque          | Simón          | Sada Cruzeiro Vôlei |
| Melhor Recepção/Passe | Thales         | Taubaté             |
| Melhor Defesa         | Tiago Brendle  | SESC-RJ             |
| Melhor Levantador     | William Arjona | SESI-SP             |

Fonte: Globo Esporte

## Estatísticas

### Maiores públicos
| Nº | Público | Mandante | Sets | Visitante | Ginásio | Data | Rodada | Ref. |
| -- | ------- | -------- | ---- | --------- | ------- | ---- | ------ | ---- |
| 1  |         |          | –    |           |         |      |        |      |
| 2  |         |          | –    |           |         |      |        |      |
| 3  |         |          | –    |           |         |      |        |      |
| 4  |         |          | –    |           |         |      |        |      |
| 5  |         |          | –    |           |         |      |        |      |

### Menores públicos
| Nº | Público | Mandante | Sets | Visitante | Ginásio | Data | Rodada | Ref. |
| -- | ------- | -------- | ---- | --------- | ------- | ---- | ------ | ---- |
| 1  |         |          | –    |           |         |      |        |      |
| 2  |         |          | –    |           |         |      |        |      |
| 3  |         |          | –    |           |         |      |        |      |
| 4  |         |          | –    |           |         |      |        |      |
| 5  |         |          | –    |           |         |      |        |      |

### Média de público
As médias de público são calculadas levando-se em conta o relatório oficial emitido pela Confederação Brasileira de Voleibol, disponíveis aqui.
| Pos. | Equipe                                   | Média | Jogos |
| ---- | ---------------------------------------- | ----- | ----- |
| 1    | Copel Telecom/Maringá Vôlei              |       |       |
| 2    | Montes Claros Vôlei                      |       |       |
| 3    | Vôlei Renata                             |       |       |
| 4    | FUNVIC/Taubaté                           |       |       |
| 5    | Sada Cruzeiro Vôlei                      |       |       |
| 6    | Sesi-SP                                  |       |       |
| 7    | MV Selmer/Caramuru/Castro                |       |       |
| 8    | Minas Tênis Clube                        |       |       |
| 9    | Predefinição:Vôlei SESC/RJ               |       |       |
| 10   | Predefinição:Vôlei Corinthians/Guarulhos |       |       |
| 11   | Lebes/Gedore/Canoas                      |       |       |
| 12   | Juiz de Fora Vôlei                       |       |       |

### Desempenho por equipe
Predefinição:Desempenho dos clubes participantes da Superliga Brasileira de Voleibol Masculino de 2017–18 - Série A